# Alfie Gilchrist
Alfie Gilchrist, född 28 november 2003, är en engelsk fotbollsspelare (försvarare) som spelar för Sheffield United, på lån från Chelsea.

## Klubbkarriär
Gilchrist debuterade i Premier League den 27 december 2023 i en 2–1-vinst över Crystal Palace, där han blev inbytt på stopptid.
Den 2 april 2024 tillkännagavs att Gilchrist hade skrivit på ett nytt kontrakt, till sommaren 2026, med en option på ett ytterligare år. Den 7 augusti 2024 lånades han ut till Sheffield United på ett säsongslån.